# Indochine
Indochine é um grupo francês de rock, com tendências new wave anarquista de extrema esquerda, surgido em 1981. O grupo obteve sucesso no meio dos anos 1980, não somente na França, mas também no resto da Europa, com títulos como "L'aventurier" e "Canary Bay". Após uma passagem sem expressão nos anos 1990, o grupo retornou ao sucesso em 2002 com o álbum Paradize. A banda já vendeu mais de 10 milhões de álbuns e singles, tornando-se um dos grupos franceses que mais vendeu na história.
A banda teria vendido (incluindo álbuns, singles e compilações) mais de dez milhões de discos, tornando-se o grupo francês que mais vendeu na história. Indochine foi o primeiro grupo francês que lotou completamente Bercy e o Stade de France.
Em 2011, Por conta do recorde de longevidade da banda, Indochine é recompensado com a vitória de honra concedido durante o Victoires de la Musique.

## História

### 1980s
Indochine (Francês para Indochina) foi formado em 1981 por dois franceses em seus vinte e poucos anos, Nicola Sirkis e Dominique Nicolas, em Paris. Mais tarde eles acrescentaram Dimitri Bodianski, o primo de um dos amigos de Nicola.
Eles fizeram seu primeiro concerto em Rose Bonbon, um café em Paris em 29 de Setembro de 1981. Esta breve performance lhes valeu seu primeiro contrato com uma gravadora.
Eles gravaram seu primeiro single em Novembro de 1981. Este incluía duas músicas, "Dizzidence Politik" e "Françoise", mas chamou mais atenção por parte dos críticos do que com a grande mídia e só atingiu um público limitado.
Stéphane Sirkis, irmão gêmeo do Nicola, que já havia tocado com a banda posteriormente, entrou oficialmente para a banda. Em abril de 1982 o grupo gravou seu primeiro álbum, L'Aventurier, que vendeu mais de 250,000 copias. O álbum foi bem recebido pela imprensa  e pelo emergente público de new wave.
Em 1983, Indochine lançou um segundo álbum intitulado Le Péril Jaune, que vendeu 225,000 copias. Indochine tinha por esta fase se tornado um grande ato na música francesa. Em 1984, a banda viajou pela França. Eles também foram bem sucedidos na Escandinávia, principalmente na Suécia.
Em 1985, eles tinham alcançado um grande número de seguidores, refletida pelo sucesso de canções como "Troisième sexe" ("Terceiro sexo"), "Canary Bay", e "Trois nuits par semaine". Seu terceiro álbum, 3, vendeu 750,000 copias na Europa. Serge Gainsbourg dirigiu o vídeo de "Tes yeux noirs", uma das músicas de maior sucesso da banda.
Em 1986, para celebrar o quinto aniversário da banda, Indochine decidiu liberar a gravação do concerto dado no Zénith, em Paris. Seu quarto álbum, 7000 Danses, produzido por Joe Glasman, foi lançado em 1987. Ele vendeu cerca de 320.000 cópias tornando-se um álbum de sucesso, embora muito menos do que o seu antecessor, 3. Isto é em parte devido aos esforços da banda para produzir um álbum comercial menos convencional.
7000 Danses também foi lançado em meio a uma polêmica decorrente de críticos de rock, alegando que Indochine fosse uma mera cópia da banda britânica The Cure. Apesar da polêmica, o público continuou a apoiar o groupo. Em Março de 1988, Indochine começou sua turnê mundial. Foram para Montreal, Canadá e Lima, Peru.
Em Lima venderam 300.000 cópias das 33 turnês "Live au Zénith" ("Ao vivo em Zénith") no início de 1987, e também este é o único país da América Latina onde a banda foi bem sucedida.

### 1990s
Depois de muitos meses em turnê, a banda fez uma pausa. O seu quinto álbum de estúdio, Le Baiser foi lançado no início de 1990. Fãs ficaram chocados ao descobrir que Dimitri Bodianski já não fazia parte do grupo, depois de ter decidido deixar a banda em Janeiro de 1989. A sua saída pode ser atribuída a uma série de razões. Primeiro de tudo, o som do Indochine tinha evoluído ao longo dos anos e Bodianski descobriu que tinha menos e menos a ver como um saxofonista. Ele também estava sentindo a pressão em casa tendo recentemente se tornou pai. Tudo isso contribuiu para a tensão entre ele eo resto da banda. Bodianski continua a ser um membro muito amado da formação original do Indochine e, desde sua saída já atuou com a banda no palco como convidado.
1991 marcou o décimo aniversário do Indochine. Para celebrar a ocasião,  Le Birthday Album foi lançado. Era uma compilação das melhores músicas da banda, incluindo uma nova faixa, "La Guerre Est finie" ("A Guerra Está Terminada"), que foi lançada como single. O sucesso do álbum foi considerável (que vendeu 600 mil cópias em toda a Europa) e reacendeu o interesse do grupo. No entanto, o título do single se mostrou infeliz tendo em conta o fato de que a Guerra do Golfo Pérsico tinha acabado de começar na época. Por esta razão, muitas estações de rádio optaram por não tocar a música.
Un jour dans notre vie, seu sexto álbum de estúdio, foi lançado em 1993. Ele não foi bem sucedido, comercialmente e criticamente. Pouco depois do lançamento dese álbum, no final de 1994, Dominique Nicolas, principal compositor dos maiores sucessos da banda, decide deixar o grupo. A primeira versão afirmou que ele não poderia estar, sobretudo, a ignorância sofrida por Indochine da mídia, mas uma entrevista recente Dominique, destacou a verdadeira razão, ele disse que, como a tensão o grupo foi o real motivo de sua partida. Os irmãos Sirkis estavam sozinhos. Um grande número de fãs são ouvidos e asseguraram o seu apoio à dupla. Eles decidem aceitar o desafio e vão em busca de um novo guitarrista e então encontram Alexandre Azaria (ex guitarrista do Le cri de la mouche).
Sábado 27 de fevereiro de 1999, Stéphane Sirkis, guitarrista, tecladista e irmão gêmeo de Nicola, morreu aos 39 anos de idade de uma hepatite relâmpago. Ele havia solicitado que a banda continue após sua morte. O lançamento do CD seria adiado, no entanto, cinco meses para evitar uma mídia mórbida.

### 2000s
Em 2002, teveram o sucesso renovado com o álbum Paradize que vendeu 1.000.000 cópias, incluindo o hit "J'ai demandé à la lune". Este álbum marcou uma mudança na estética e gênero, movendo-se em direção a um tom mais obscuro e letras mais introspectivas, influenciada por atos populares, como o Nine Inch Nails, Placebo e Marilyn Manson.
Em dezembro de 2005, Indochine voltou com Alice & June, com uma colaboração com o vocalista Brian Molko do Placebo. Em 6 e 7 de Junho de 2006, o grupo tinha um show em Hanoi Opera House para celebrar seu 25º anniversary.
Em Dezembro de 2007, Indochine lançou um DVD ao vivo e álbum triplo CD duplo intitulado Alice & June Tour. O álbum contou com o show completo gravado em Lille, França em março de 2007.
Seu 11º álbum de estúdio, La République des Meteors, foi lançado em 9 de março de 2009. O álbum marcou uma mudança em seu estilo musical, movendo-se lentamente para longe do "dark" e dominios peculiares que haviam explorado com "Paradize" e "Alice & June"

### 2010s
Indochine foi a primeira banda francesa a se apresentar no Stade de France, em 26 de Junho de 2010, seu maior show de todos os tempos, em frente à 80.000 pessoas.
Em 18 de março de 2011, colocaram à venda em seu site oficial o single Un Ange à Ma Table versão japonesa, dueto com a cantora japonesa Amwe, em prol das vítimas do terremoto e tsunami que devastaram o japão. 1.600 CDs foram vendidos e o dinheiro arrecadado foi entregue à Cruz Vermelha japonesa.
Em Novembro de 2012, a banda lançou seu novo single Memoria, de seu próximo álbum "Black City Parade".
Black City Parade foi lançado em 11 de Fevereiro de 2013 com muita expectativa dos fãs. O álbum, apesar de sua arte da capa quase sombrio, apresenta uma musicalidade menos sombria do que os dois últimos álbuns. A banda parecia querer incluir referências ao seu inicio nos anos 80 com um toque de synthpop e new wave. Indochine tocou vários shows esgotados durante a primeira etapa da "Black City Tour", que começou em 21 de fevereiro de 2013. A banda declarou que faria shows ao redor do mundo. Mais tarde, eles anunciaram que regressariam ao Stade de France em 27 de junho 2014.
O segundo single do Black City Parade foi College Boy, uma música amplamente reconhecida por narrar a vida de um adolescente homossexual que lida com contusão e assédio. O vídeo para o single foi dirigido pelo cineasta canadense Xavier Dolan e estreou em linha com um aviso dizendo que ele continha cenas violentas e não seria adequado para um público jovem. O vídeo mostra um jovem estudante do sexo masculino enfrenta assédio moral e assédio de seus colegas de escola. O vídeo termina com ele sendo brutalmente crucificado e baleado no torso por seus colegas. Muitas críticas foram despejados pela Internet sobre se o vídeo deveria ser transmitido ou não.
Em agosto 2013 lançou o video clipe, Black City Parade, dirigido pelo fotógrafo americano Richard Kern, no qual se pode ver uma multidão (um desfile...) de pessoas, pedestres anônimos de todas as idades e origens, passeando em Nova York à noite.
Ao mesmo tempo, a banda se apresentou no Institut du Monde Arabe, em Paris, sob os auspícios do ex-ministro da Cultura (e atual diretor do instituto) Jack Lang .
No início de outubro, Indochine pega a estrada para a segunda parte do Black City Tour, com duas datas em Amneville, seguido de Amiens e outras cidades, onde eles obtiveram bastante sucesso.
Em 20 de outubro de 2013, Nicola Sirkis é entrevistado pelo jornal das 20 horas da TF1. Ele anunciou durante esta entrevista que as vendas de ingressos do show no Stade de France, 27 de junho de 2014, estava quase completa e o grupo iria se apresentar no dia seguinte, 28 de junho de 2014.

## Membros da banda
Para maior clareza, são indicados apenas os álbuns de estúdio. O ano de 1999 testemunhou dois guitarristas Oli de Sat sucessor Stéphane Sirkis, que morreu de hepatite em fevereiro.
| Data           | Vocal         | Guitara solo      | Guitara ritmica              | Baixo         | Bateria         | Teclados                       | Albuns                    |
| -------------- | ------------- | ----------------- | ---------------------------- | ------------- | --------------- | ------------------------------ | ------------------------- |
| 1981           | Nicola Sirkis | Dominique Nicolas | -                            | -             | -               | Dimitri Bodianski (+ Saxofone) |                           |
| 1982           | Nicola Sirkis | Dominique Nicolas | Stéphane Sirkis (+ teclados) | -             | -               | Dimitri Bodianski (+ Saxofone) | L'Aventurier              |
| 1983           | Nicola Sirkis | Dominique Nicolas | Stéphane Sirkis (+ teclados) | -             | -               | Dimitri Bodianski (+ Saxofone) | Le Péril Jaune            |
| 1984           | Nicola Sirkis | Dominique Nicolas | Stéphane Sirkis (+ teclados) | -             | -               | Dimitri Bodianski (+ Saxofone) |                           |
| 1985           | Nicola Sirkis | Dominique Nicolas | Stéphane Sirkis (+ teclados) | -             | Arnaud Devos    | Dimitri Bodianski (+ Saxofone) | 3                         |
| 1986           | Nicola Sirkis | Dominique Nicolas | Stéphane Sirkis (+ teclados) | -             | Arnaud Devos    | Dimitri Bodianski (+ Saxofone) |                           |
| 1987           | Nicola Sirkis | Dominique Nicolas | Stéphane Sirkis (+ teclados) | -             | Arnaud Devos    | Dimitri Bodianski (+ Saxofone) | 7000 danses               |
| 1988           | Nicola Sirkis | Dominique Nicolas | Stéphane Sirkis (+ teclados) | Diego Burgard | Jean-My Truong  | Dimitri Bodianski (+ Saxofone) |                           |
| 1989           | Nicola Sirkis | Dominique Nicolas | Stéphane Sirkis (+ teclados) | Diego Burgard | Jean-My Truong  | Philippe Eidel (+ Acordeon)    |                           |
| 1990           | Nicola Sirkis | Dominique Nicolas | Stéphane Sirkis (+ teclados) | Diego Burgard | Jean-My Truong  | Philippe Eidel (+ Acordeon)    | Le Baiser                 |
| 1991           | Nicola Sirkis | Dominique Nicolas | Stéphane Sirkis (+ teclados) | Diego Burgard | Jean-My Truong  | Philippe Eidel (+ Acordeon)    |                           |
| 1992           | Nicola Sirkis | Dominique Nicolas | Stéphane Sirkis (+ teclados) | Marc Éliard   | Jean-My Truong  | Philippe Eidel (+ Acordeon)    |                           |
| 1993           | Nicola Sirkis | Dominique Nicolas | Stéphane Sirkis (+ teclados) | Marc Éliard   | Jean-My Truong  | Philippe Eidel (+ Acordeon)    | Un Jour Dans Notre Vie    |
| 1994           | Nicola Sirkis | Dominique Nicolas | Stéphane Sirkis (+ teclados) | Marc Éliard   | Jean-My Truong  | Jean-Pierre Pilot              |                           |
| 1995           | Nicola Sirkis | -                 | Stéphane Sirkis (+ teclados) | Marc Éliard   | -               | Jean-Pierre Pilot              |                           |
| 1996           | Nicola Sirkis | Alexandre Azaria  | Stéphane Sirkis (+ teclados) | Marc Éliard   | Yann Cortéla    | Jean-Pierre Pilot              | Wax                       |
| 1997           | Nicola Sirkis | Xavier Géromini   | Stéphane Sirkis (+ teclados) | Marc Éliard   | Yann Cortéla    | Jean-Pierre Pilot              |                           |
| 1998           | Nicola Sirkis | Boris Jardel      | Stéphane Sirkis (+ teclados) | Marc Éliard   | Yann Cortéla    | Jean-Pierre Pilot              |                           |
| 1999           | Nicola Sirkis | Boris Jardel      | Oli de Sat                   | Marc Éliard   | Matthieu Rabaté | Jean-Pierre Pilot              | Dancetaria                |
| 2000           | Nicola Sirkis | Boris Jardel      | Oli de Sat                   | Marc Éliard   | Matthieu Rabaté | Jean-Pierre Pilot              |                           |
| 2001           | Nicola Sirkis | Boris Jardel      | Oli de Sat                   | Marc Éliard   | Matthieu Rabaté | Frédéric Helbert               |                           |
| 2002           | Nicola Sirkis | Boris Jardel      | Oli de Sat                   | Marc Éliard   | M. Shoes        | Frédéric Helbert               | Paradize                  |
| 2003           | Nicola Sirkis | Boris Jardel      | Oli de Sat                   | Marc Éliard   | M. Shoes        | Frédéric Helbert               |                           |
| 2004           | Nicola Sirkis | Boris Jardel      | Oli de Sat                   | Marc Éliard   | M. Shoes        | Frédéric Helbert               | -                         |
| 2005           | Nicola Sirkis | Boris Jardel      | Oli de Sat                   | Marc Éliard   | M. Shoes        | Matu                           | Alice & June              |
| 2006           | Nicola Sirkis | Boris Jardel      | Oli de Sat                   | Marc Éliard   | M. Shoes        | Matu                           |                           |
| 2007           | Nicola Sirkis | Boris Jardel      | Oli de Sat                   | Marc Éliard   | M. Shoes        | Matu                           |                           |
| 2008           | Nicola Sirkis | Boris Jardel      | Oli de Sat                   | Marc Éliard   | M. Shoes        | Matu                           |                           |
| 2009           | Nicola Sirkis | Boris Jardel      | Oli de Sat                   | Marc Éliard   | M. Shoes        | Matu                           | La République Des Meteors |
| 2010           | Nicola Sirkis | Boris Jardel      | Oli de Sat                   | Marc Éliard   | M. Shoes        | Matu                           |                           |
| 2011           | Nicola Sirkis | Boris Jardel      | Oli de Sat                   | Marc Éliard   | M. Shoes        | Matu                           |                           |
| 2012           | Nicola Sirkis | Boris Jardel      | Oli de Sat                   | Marc Éliard   | M. Shoes        | Matu                           |                           |
| 2013 2014 2015 | Nicola Sirkis | Boris Jardel      | Oli de Sat                   | Marc Éliard   | M. Shoes        | Matu                           | Black City Parade         |

"-" indica a ausência de um membro ou não-substituição.

## Discografia

### Álbuns de estúdio
- 1982 - L'Aventurier
- 1983 - Le Péril Jaune
- 1985 - 3
- 1987 - 7000 Danses
- 1990 - Le Baiser
- 1993 - Un Jour Dans Notre Vie
- 1996 - Wax
- 1999 - Dancetaria
- 2002 - Paradize
- 2005 - Alice et June
- 2009 - la république des Meteors
- 2013 - Black City Parade

### Álbuns ao vivo
- 1986 - Indochine Au Zénith
- 1994 - Radio Indochine
- 1997 - INDO LIVE
- 2001 - Nuits Intimes
- 2004 - 3.6.3
- 2007 - Live à Hanoi
- 2007 - Alice et June Tour

### Compilações
- 1991 - Le Birthday Album
- 1996 - Unita
- 1996 - Les Versions Longues